# 一億総中流
一億総中流（いちおくそうちゅうりゅう）とは、日本国民の大多数が自分を中流階級だと考える「意識」を指す、1970年代の日本の人口約1億人にかけた言葉で、1958年第1回と内閣府の「国民生活に関する世論調査」の第1回調査結果における自身の生活の程度に対する自身を中の上から中の下を選んだ人の回答比率で既に7割を超えていたことが根拠とされる。日本より中流意識が高い国にはアメリカ・カナダ・スペインなどがあるが、いずれも国民の数が約1億人ではないため、「一億総中流」という語は日本の場合にのみ使用される。国民総中流（こくみんそうちゅうりゅう）ともいう。2013年6月に実施された同調査でも、累進課税制度や治安の効果もあり、周囲を見回せば皆似たようなものであり、自分はマシな方だと感じているために9割以上の国民が自らの生活程度を「中」であると感じている。

## 概要

### 「一億」
| 統計日                    | 統計値          | 統計手法     | 発表機関     |
| ------------------------- | --------------- | ------------ | ------------ |
| 1966年（昭和41年）3月31日 | 1億0055万4894人 | 住民登録集計 | 法務省       |
| 1967年（昭和42年）7月末   | 1億人           | 推計人口     | 総理府       |
| 1970年（昭和45年）10月1日 | 1億0466万5171人 | 国勢調査     | 総理府統計局 |

法定人口に用いられる国勢調査によれば、1970年（昭和45年）10月1日付けで、日本の実効支配地域（46都道府県）の総人口が1億0372万0060人、本土復帰前の沖縄県を含めた日本の国土全体（47都道府県）のそれが1億0466万5171人となり、史上初めて全数調査で1億人突破が確認された（日本の行政権が及ばない北方領土および竹島を除く）。
しかし、約7000万人だった日中戦争期から戦後占領期までに「一億一心」「一億玉砕」「一億総懺悔」、同様に約9000万人だった1957年（昭和32年）に「一億総白痴化」などという標語や流行語があり、日本国民全員を指す場合に「一億国民」「一億同胞」「一億総○○」という言い回しが1億人以下の時代より使われてきた。これは、大日本帝国（内地・朝鮮・台湾・樺太）、あるいは、租借地（関東州・満鉄附属地）および委任統治領（南洋群島）を含む帝国全土に住む臣民の国勢調査人口が1935年（昭和10年）以降、約1億人であったことに由来する（参照）。内閣統計局も1937年（昭和12年）12月1日現在の推計人口として帝国人口一億人突破（内地・朝鮮・台湾・樺太：1億0079万7200人、さらに関東州・南洋群島・在外邦人を足すと1億0308万7100人）を発表し、英国（約4億9千万人）、中華民国（約4億人）、ソ連（約1億7千万人）、米国（約1億3千万人）、仏国（1億8百万人）に次ぐ世界第6位とした（いずれも植民地等を含む）。
なお、2015年（平成27年）国勢調査による日本の総人口は1億2709万4745人である。

### 「総中流」
1948年（昭和23年）から不定期に始まり、1958年（昭和33年）を第1回として少なくとも毎年1回実施している内閣府の「国民生活に関する世論調査」の第1回調査結果によると、生活の程度に対する回答比率は、「上」0.2%、「中の上」3.4%、「中の中」37.0%、「中の下」32.0%、「下」17.0%であり、自らの生活程度を『中流』とした者、すなわち、「中の上」「中の中」「中の下」を合わせた回答比率は7割を超えた。同調査では『中流』と答えた者が1960年代半ばまでに8割を越え、所得倍増計画のもとで日本の国民総生産 (GNP) が世界第2位となった1968年（昭和43年）を経て、1970年（昭和45年）以降は約9割となった。1979年（昭和54年）の「国民生活白書」では、国民の中流意識が定着したと評価している。一方、同調査で「下」と答えた者の割合は、1960年代から2008年（平成20年）に至る全ての年の調査において1割以下となった。すなわち、中流意識は高度経済成長の中で1960年代に国民全体に広がり、1970年代までに国民意識としての「一億総中流」が完成されたと考えられる。
しかし、1人当たり県民所得のジニ係数における上位5県と下位5県の比を指標にすると、地域間格差は高度経済成長期の1960年代まで大きかった。地域間格差は1970年（昭和45年）頃を境に大きく縮小し始め、ニクソン・ショックおよびオイルショックを経て定着し、バブル景気期を除いて2003年（平成15年）まで安定して格差が小さい状態が続いた。すなわち、実体経済における「一億総中流」は、高度経済成長後の安定成長期に始まったとも見られ、国民意識とのずれが存在する。
『中流』がどの程度の生活レベルなのかの定義もないまま、自らを「中流階級」「中産階級」だと考える根拠なき横並びな国民意識が広がった要因は、
1. 大量生産と国内流通網の発展によって、「三種の神器」と呼ばれたテレビジョン・洗濯機・冷蔵庫などの生活家電の価格が下がり、全国に普及したこと
2. 経済成長によって所得が増加したこと
3. 終身雇用や雇用保険（1947年～1974年は失業保険）による生活の安定、医療保険における国民皆保険体制の確立（1961年）による健康維持、生命保険の広まり、正社員雇用される給与生活者の増加など、貸し倒れリスクの低下により労働者の中長期的な信用が増大し、信用販売が可能になったこと
4. 高等教育を修了する者が増加したこと
5. テレビジョンなどの普及により情報格差が減少したこと

などが考えられる。
一億総中流社会では、それまで上流階級の者しか持ち得なかった商品が多くの世帯に普及し、マイホームには住宅ローン、自家用車にはオートローン、家庭電化製品には月賦などが普及し、さらに、使用目的を限らないサラリーマン金融も普及して、支払い切る前から物質的な豊かさを国民が享受できる消費社会になった。また、有権者の政治的な意識の面においても中道化が進み、特定の支持政党を持たない無党派層が増大し、かつての無産政党の流れを汲む革新政党は衰退した。

## 1990年代以降

### バブル崩壊後
バブル崩壊後の「失われた10年」の時代はちょうどグローバリゼーションで賃金の安い発展途上国に企業は移転、途上国との価格競争のために先進国ではアメリカ型の新自由主義経済システムが普及した。日本でも年齢主義ではなく、人事面で以前より能力主義や成果主義が導入されるようになった。終身雇用から非正規雇用が普及することになり、非正規労働者の長期的な信用は縮小して信用販売のリスクが増大した。また、急激な高齢化が進み、年金に頼る高齢者の割合が大幅に増加した。このため、一億総中流社会は崩壊してしまったとする意見もあるが、前述のように「失われた10年」においても国民意識としては統計的に「一億総中流」が続いていた。
「一億総中流」という国民意識はあれ、1999年（平成11年）以降は年収299万円以下の層と1500万円以上の層が増加する一方で300-1499万円の層は減少しており、格差が拡大傾向を見せた
当初所得のジニ係数の上昇傾向は長期に続いた。1990年度（平成2年度）調査では0.4334であったが、2005年度（平成17年度）調査では0.5263に上昇した。当初所得とは、所得税や社会保険料を支払う前の雇用者所得・事業所得などの合計である。また、公的年金などの社会保障給付は含まれない。
再分配所得のジニ係数は、1990年度調査から2005年度調査では、0.3643から0.3873へと0.023程度上昇。再配分所得とは、実際に個人の手元に入る金額であると考えてよく、当初所得から税金等を差し引き、社会保障給付を加えたもの。比較のために、2000年時点の他国のジニ係数を掲載しておく。アメリカ0.368、イタリア0.333、カナダ0.302、フランス0.278、ベルギー0.277、ドイツ0.264、スウェーデン0.252。
年間等価可処分所得は、1994年（平成6年）が0.265、2004年（平成16年）が0.278と上昇した。

### リーマン・ショック後
2008年にはリーマン・ショックが起こり、世界的不況に見舞われ、日本でも多くの非正規労働者が派遣切りにあった。しかし、内閣府が実施する「国民生活に関する世論調査」では、その資産や収入、教育程度や居住地域は問わず、2008年以降も大多数の国民が自らの生活程度について「中の上」、「中の中」、「中の下」のいずれかであると回答しており、その割合もリーマン・ショック以前とほとんど変わらなかった。また、2013年6月に実施された同調査でも、9割以上の国民が自らの生活程度を「中」であると感じると答えており、リーマン・ショックから数年経っても、国民意識としての「一億総中流」は続いているといえる。この結果は、周囲と似た生活をしていると考える人が多く、社会から疎外されていると感じている人、自分の身の回りで今にも社会への不満から大規模な暴動や革命が起こるかも知れないと心配している日本人が少ないことを示しており、日本社会の安定をもたらしてきた大きな要因となり続けている。各種統計データは日本の貧困化を示しているが、意識としては総中流意識が続いており、この点が日本の格差対策に失敗した要因という指摘がある。